# أوليفر سيلفرهولت
أوليفر مونتانا سيلفرهولت (بالإنجليزية: Oliver Silverholt) هو لاعب كرة قدم سويدي، من مواليد 22 يونيو 1994، يلعب في صفوف نادي أوسترس.

## روابط خارجية
- أوليفر سيلفرهولت على موقع اتحاد السويد (السويدية)
- أوليفر سيلفرهولت على موقع قاعدة بيانات كرة القدم.إي يو (الإنجليزية)
- أوليفر سيلفرهولت على موقع Soccerway.com (الإنجليزية)